# الأنساك في الحج
يجوز للمسلم أداء فريضة الحج بأحد الأنساك الثلاث: حج إفراد وحج القران وحج التمتع. الإفرادُ بالحَجِّ: أن يُحْرِمَ بالحَجِّ مُفْرَدًا، فيقول: «لبيَّكَ اللهُمَّ حَجًّا»، ثم يمضي في عَمَلِ حَجِّه حتى يُتِمَّه. والقِرانُ: هو أن يُحْرِمَ بالعُمْرَةِ والحَجِّ معًا في نُسُكٍ واحدٍ، فيقول: لبَّيْكَ اللهم عُمْرَةً في حَجَّةٍ. والتمَتُّعُ: هو أن يُحْرِمَ بالعُمْرَةِ في أشهُرِ الحَجِّ، ثم يَحِلَّ منها، ثم يُحْرِمَ بالحَجِّ.

## في القرآن الكريم
قال الله تعالى: ﴿فَمَنْ تَمَتَّعَ بِالْعُمْرَةِ إِلَى الْحَجِّ فَمَا اسْتَيْسَرَ مِنَ الْهَدْيِ فَمَنْ لَمْ يَجِدْ فَصِيَامُ ثَلَاثَةِ أَيَّامٍ فِي الْحَجِّ وَسَبْعَةٍ إِذَا رَجَعْتُمْ تِلْكَ عَشَرَةٌ كَامِلَةٌ ذَلِكَ لِمَنْ لَمْ يَكُنْ أَهْلُهُ حَاضِرِي الْمَسْجِدِ الْحَرَامِ وَاتَّقُوا اللَّهَ وَاعْلَمُوا أَنَّ اللَّهَ شَدِيدُ الْعِقَابِ ۝١٩٦﴾ [البقرة:196]
تمتع بالعمرة إلى الحج يعني: أحرم بالعمرة في أشهر الحج في شوال أو ذي القعدة أو ذي الحجة، ثم حج من عامه فهذا يسمى: متمتع فعليه أن يهدي ذبيحة يذبحها أيام العيد عن تمتعه، وهي شاة أو سبع بدنة، أو سبع بقرة، فإن لم يستطع صام عشرة أيام، ثلاثة أيام في الحج يعني: في مكة أيام الحج قبل عرفات، وإن لم يتيسر صامها أيام التشريق على الصحيح، الثلاثة بعد العيد ..، وسبعة إذا رجع إلى أهله، فإن لم يستطع ذلك لمرض أو غيره صام العشرة كلها عند أهله ولا شيء عليه، بدلاً من الهدي.

## من السنة النبوية
عن جابر بن عبد الله قال رسول الله ﷺ: «لو أنِّي استقْبَلْتُ مِن أَمْري ما استَدْبَرْتُ لم أَسُقِ الهَدْيَ، وجَعَلْتُها عُمْرَةً، فمن كان منكم ليس معه هدْيٌ فليُحِلَّ، ولْيَجْعَلْها عُمْرَةً، فقام سُراقَةُ بنُ مالكِ بنِ جَعْشَم، فقال: يا رَسولَ الله، أَلِعامِنا هذا أم لأَبدٍ؟ فشَبَّكَ رسولُ اللهِ صلَّى الله عليه وسَلَّم أصابِعَه واحدةً في الأُخْرى، وقال: دَخَلَتِ العُمْرَةُ في الحَجِّ- مَرَّتينِ- لا، بل لأبدٍ أبدٍ»
وعن عائِشةَ رَضِيَ اللهُ عنها قالت: قال رسولُ اللهِ صلَّى الله عليه وسَلَّم لأصحابِه: «اجعلوها عُمْرَةً، فأحَلَّ النَّاسُ إلَّا مَن كان معه الهَدْيُ»
وعن عبد الله ابن عباس: «فقَدِمَ النبيُّ صلَّى الله عليه وسَلَّم وأصحابُه صَبيحةَ رابعةٍ مُهِلِّينَ بالحَجِّ، فأمَرَهم أن يجعلوها عُمْرَةً، فتعاظم ذلك عندهم، فقالوا: يا رَسولَ اللهِ، أيُّ الحِلِّ؟ قال: الحِلُّ كُلُّه»
يتضح من الآيات والأحاديث الصحيحة أن الثلاث أنساك مشروعة فقد أمر رسول الله ﷺ الصحابة بحج المتعة وأكد لهم مشروعيتها إلى قيام الساعة. والرسول ﷺ حج قارنًا لبى بهما جميعًا -للعمرة والحج جميعًا- وبقي على إحرامه.

## الفرق بين الأنساك الثلاثة
يجوزُ الإحرامُ بأيِّ الأنساكِ الثَّلاثةِ شاء: الإفرادِ، أو القِرانِ، أو التمَتُّعِ، وهذا باتِّفاقِ المَذاهِبِ الفِقْهِيَّةِ الأربَعَة: الحَنَفيَّة، والمالِكِيَّة، والشَّافِعِيَّة، والحَنابِلَة، وحُكِيَ الإجماعُ على ذلك.
| التمتع                                                                        | القران                                                                        | الإفراد                                                                       |
| ----------------------------------------------------------------------------- | ----------------------------------------------------------------------------- | ----------------------------------------------------------------------------- |
| الإحرام من الميقات قائلا : (لبيك عمرة)                                        | الإحرام من الميقات قائلا : (لبيك عمرة وحجا)                                   | الإحرام من الميقات قائلا : (لبيك حجا)                                         |
| يجوز الإشتراط بقول اللَّهُمَّ مَحِلِّي حَيْثُ حَبَسْتَنِي.                                     | يجوز الإشتراط بقول اللَّهُمَّ مَحِلِّي حَيْثُ حَبَسْتَنِي.                                     | يجوز الإشتراط بقول اللَّهُمَّ مَحِلِّي حَيْثُ حَبَسْتَنِي.                                     |
| طواف العمرة، ثم السعي ، ثم التقصير                                            | طواف القدوم (سنة)، ثم السعي                                                   | طواف القدوم (سنة)، ثم السعي                                                   |
| يحل من إحرامه                                                                 | يبقى على إحرامه                                                               | يبقى على إحرامه                                                               |
| الإحرام بالحج في اليوم الثامن قائلا: (لبيك حجا) والمبيت بمنى                  | الذهاب إلى منى في اليوم الثامن والمبيت بها                                    | الذهاب إلى منى في اليوم الثامن والمبيت بها                                    |
| الوقوف بعرفة في اليوم التاسع إلى غروب الشمس، ثم الدفع إلى مزدلفة والمبيت بها. | الوقوف بعرفة في اليوم التاسع إلى غروب الشمس، ثم الدفع إلى مزدلفة والمبيت بها. | الوقوف بعرفة في اليوم التاسع إلى غروب الشمس، ثم الدفع إلى مزدلفة والمبيت بها. |
| الذهاب إلى منى في اليوم العاشر ورمي جمرة العقبة الكبرى، ونحر الهدي، والحلق    | الذهاب إلى منى في اليوم العاشر ورمي جمرة العقبة الكبرى، ونحر الهدي، والحلق    | الذهاب إلى منى في اليوم العاشر ورمي جمرة العقبة الكبرى والحلق                 |
| يحل إحرامه ، ثم الذهاب إلى مكة لطواف الإفاضة ثم السعي                         | يحل إحرامه ، ثم الذهاب إلى مكة لطواف الإفاضة                                  | يحل إحرامه ، ثم الذهاب إلى مكة لطواف الإفاضة                                  |
| المبيت بمنى ليالي التشريق ورمي الجمار الثلاث                                  | المبيت بمنى ليالي التشريق ورمي الجمار الثلاث                                  | المبيت بمنى ليالي التشريق ورمي الجمار الثلاث                                  |
| طواف الوداع                                                                   | طواف الوداع                                                                   | طواف الوداع                                                                   |

- حج التمتع: ويعني أن الحاج ينوي أولا أداء العمرة وذلك في الأيام العشرة الأوائل من شهر ذو الحجة، ثم يحرم بها من الميقات، ويقول: «لبيك بعمرة»، ويتوجه الحاج بعد ذلك إلى مكة. وبعد الوصول لمكة يتم المحرم مناسك العمرة من الطواف والسعي، ثم يتحلل من الإحرام بالتقصير،[19] ويحل له كل شيء حتى النساء، ويظل كذلك إلى يوم الثامن من ذي الحجة فيحرم بالحج ويؤدي مناسكه من الوقوف بعرفة وطواف الإفاضة، والسعي وسواه،[19] فيكون قد أدى مناسك العمرة كاملة ثم أتبعها بمناسك الحج كاملة أيضا.

- حج القران: ويعني أن ينوي الحاج عند الإحرام الحج والعمرة معا فيقول: «لبيك بحج وعمرة»،[20] ثم يتوجه إلى مكة ويطوف طواف القدوم، ويبقى محرما إلى أن يحين موعد مناسك الحج، فيؤديها كاملة من الوقوف بعرفة، ورمي جمرة العقبة، وسائر المناسك.[20]

- حج الإفراد: ويعني أن ينوي الحاج عند الإحرام الحج فقط ويقول: «لبيك بحج» ثم يتوجه إلى مكة ويطوف طواف القدوم، ويبقى محرما إلى وقت الحج، فيؤدي مناسكه من الوقوف بعرفة والمبيت بمزدلفة، ورمي جمرة العقبة، وسائر المناسك.[21]

## السنة والشيعة
يتفق أهل السنة والجماعة وأتباع مذهب الشيعة الإمامية الاثناعشرية ان متعة الحج قسم من أقسام الحج الثلاثة وأنها مشروعة لا خلاف فيها. وينحصر الخلاف بين السنة والشيعة حول سبب نهي بعض الصحابة عنها مثل عمر ابن الخطاب.

### الخلاف بين علي والصحابة
كان عثمان يرى كرأي أبو ذر وعمر أن يفرد الحج، ومن أراد أن يعتمر فليعتمر بسفرة أخرى ليكثر الزوار للبيت، ويرون أن النبي أمر بفسخ الحج إلى العمرة لسبب، وهو رد اعتقاد أهل الجاهلية أن العمرة في أشهر الحج من أفجر الفجور، وقد زال هذا السبب، وأما علي وابن عباس فيريان أن السنة هي ما أمر به النبي.
- «"حَدَّثَنَا مُحَمَّدُ بْنُ بَشَّارٍ حَدَّثَنَا غُنْدَرٌ حَدَّثَنَا شُعْبَةُ عَنْ الْحَكَمِ عَنْ عَلِيِّ بْنِ حُسَيْنٍ عَنْ مَرْوَانَ بْنِ الْحَكَمِ قَالَ شَهِدْتُ عُثْمَانَ وَعَلِيًّا رَضِيَ اللَّهُ عَنْهُمَا وَعُثْمَانُ يَنْهَى عَنْ الْمُتْعَةِ وَأَنْ يُجْمَعَ بَيْنَهُمَا فَلَمَّا رَأَى عَلِيٌّ أَهَلَّ بِهِمَا لَبَّيْكَ بِعُمْرَةٍ وَحَجَّةٍ قَالَ مَا كُنْتُ لِأَدَعَ سُنَّةَ النَّبِيِّ صَلَّى اللَّهُ عَلَيْهِ وَسَلَّمَ لِقَوْلِ أَحَدٍ "»[24]

- «"اجْتَمع عَلِيٌّ، وَعُثْمَانُ رَضِيَ اللَّهُ عنْهما بعُسْفَانَ، فَكانَ عُثْمَانُ يَنْهَى عَنِ المُتْعَةِ أَوِ العُمْرَةِ، فَقالَ عَلِيٌّ: ما تُرِيدُ إلى أَمْرٍ فَعَلَهُ رَسولُ اللهِ صَلَّى اللَّهُ عليه وَسَلَّمَ، تَنْهَى عنْه؟ فَقالَ عُثْمَانُ: دَعْنَا مِنْكَ، فَقالَ: إنِّي لا أَسْتَطِيعُ أَنْ أَدَعَكَ، فَلَمَّا أَنْ رَأَى عَلِيٌّ ذلكَ، أَهَلَّ بهِما جَمِيعًا."»[25]

- الحديث عن عمر ابن الخطاب: «إنَّ القرآنَ هو القرآنُ ، وإنَّ الرسولَ هو الرسولُ ، وإنما كانتْ مُتعَتانِ على عهدِ رسولِ اللهِ صلَّى اللهُ عليه وسلَّم : فأنا أَنهى الناسَ عنهما وأُعاقِبُ عليهِما إحداهما متعةُ الحجِّ ، فافصِلوا حجَّكم مِن عمرتِكم فإنه أتمُّ لحجِّكم وأتمُّ لعمرتِكم ، والأُخرى : متعةُ النساءِ ، فلا أقدرُ على رجلٍ تزوَّج امرأةً إلى أجلٍ إلا غيبتَه في الحجارةِ»[26]

- الحديث عن أبي ذر قال:«كَانَتِ المُتْعَةُ في الحَجِّ لأَصْحَابِ مُحَمَّدٍ صَلَّى اللَّهُ عليه وَسَلَّمَ خَاصَّةً.»[27]

### ابن عمر يوضح نهي أبيه
وضح عبد الله بن عمر بن الخطاب في حديث صحيح على شرط الشيخين سبب نهي أبيه: «سُئِلَ ابنُ عُمَرَ عن مُتْعَةِ الحَجِّ، فأمَرَ بها، وقال: أحَلَّها اللهُ تَعالى، وأمَرَ بها رسولُ اللهِ صلَّى اللهُ عليه وسلَّمَ. قال الزُّهْريُّ: وأخبَرَني سالِمٌ، أنَّ ابنَ عُمَرَ قال: العُمْرةُ في أشهُرِ الحَجِّ تامَّةٌ تُقضَى، عَمِلَ بها رسولُ اللهِ صلَّى اللهُ عليه وسلَّمَ، ونَزَلَ بها كِتابُ اللهِ تَعالى.»
«سُئِلَ ابن عمرَ عن متعةِ الحجِّ فأمرَ بها فقيلَ : إنكَ تخالِفُ أباكَ . فقال : إن أبي لم يقلْ الذي يقولونَ ، إنما قال : أفرِدوا الحج من العمرةِ ، أي : إن العمرةَ لتتمّ في أشهرِ الحجِّ ، فجعلتمُوها أنتم حراما ، وعاقبتُم الناسَ عليها ، وقد أحلّها اللهُ عز وجلَ ، وعمِلَ بها رسولُ اللهِ صلى الله عليه وسلم قال : فإذا أكثرُوا عليهِ قال : فكتابُ اللهِ أحقُّ أن يتبعَ أم عمرُ ؟»
يتضح من الروايات الصحيحة أن ابن عمر ابن الخطاب بنفسه لم يكن يرى أن هناك خلاف وأن أبيه لم يحرم المتعة إنما هو فهم خطأ من البعض.

### الفرق بين المتعة والفسخ
المتعة اسم جامع لمن اعتمر في أشهر الحج وجمع بينها وبين الحج في سفر واحد، سواء حل من إحرامه بالعمرة ثم أحرم بالحج أو أحرم بالحج قبل طوافه بالبيت وصار قارنا أو بعد طوافه بالبيت وبين الصفا والمروة قبل التحلل من إحرامه لكونه ساق الهدى أو مطلقا، وقد يراد بالمتعة مجرد العمرة في أشهر الحج.
- المعنى الأول لمتعة الحج: بمعنى المتعة بالعمرة إلى الحج؛ وهو أن يُحْرِم المُحْرِم في أشهُر الحج بعُمرة، فإذا وصل إلى البيت وأراد أن يُحِلَّ ويستعمل ما حَرُم عليه، فسبيلُه أن يطوف ويسعى ويُحِلَّ، ويُقيم حلالاً إلى يوم الحج، ثم يُحْرِم من مكة بالحج احْرامًا جديدًا، ويقف بعرفة، ثم يطوف ويسعى ويُحِلّ من الحج، فيكون قد تمتَّع بالعُمرة في أيام الحج، أي: انتفع؛ لأنهم كانوا لا يَرَون العمرة في أشهُر الحج، فأجازها الإسلام. وفيه قول تعالى: ﴿فَمَنْ تَمَتَّعَ بِالْعُمْرَةِ إِلَى الْحَجِّ﴾ [البقرة:196] والمتعة بهذا المعنى تقابل القِران والإفراد من أنواع الحج.[31]

- المعنى الثاني المتعة بمعنى الفسخ: وثمة معنى آخر للمتعة؛ إذ تُطلق على فسخ الحج إلى عمرة؛ وهو تحويل النية من الإحرام بالحج إلى العمرة، وهذا المعنى الأخير هو الذي يحتمل أن نهى عنه عمر ابن الخطاب رضي الله عنه.[32] فقد أمر النبي ﷺ أصحابه - عام حجة الوداع - بفسخ الحج إلى العمرة، من لم يسق الهدي منهم، وكان النبي ﷺ قد ساق الهدي. وبين العلماء خلاف حول متعة الحج (بمعنى الفسخ)؛ أهي للصحابة عامهم ذاك خاصَّة، أم هي عامَّة إلى يوم القيامة؟ وجمهور أهل العلم، على أنها خاصَّة بالصحابة تلك السنة، وإنما أُمروا بذلك مخالفة لما كانت عليه الجاهلية من تحريم العمرة في أشهر الحج. والدليل على متعة الحج هذه، حديث أبي ذر رض قال: (كانت المتعة في الحج لأصحاب محمد ص خاصَّة)[33] يعني: فسخ الحج إلى العمرة. وأيضًا قول عمر: (إنهما كانت متعتان على عهد رسول الله، أنا أنهى عنهما، وأعاقب عليهما، متعة النساء - نكاح المتعة - ومتعة الحج).[34]

- بشكل عام: متعة الحج فمتفق على جوازها بين أئمة المسلمين من أهل السنة، بل أكثر علماء السنة يستحبون المتعة ويرجحونها أو يوجبونها، وأما القول من بعض المخالفين لأهل السنة من الشيعة أن أهل السنة ابتدعوا تحريمها فهذا غير صحيح.[35]
- أقول العلماء: أكثر العلماء كأحمد وغيره من فقهاء الحديث وأبي حنيفة وغيره من فقهاء العراق والشافعي في أحد قوليه وغيره من فقهاء مكة يستحبون المتعة، وإن كان منهم من يرجح القران كأبي حنيفة، ومنهم من يرجح التمتع الخاص كأحد القولين في مذهب الشافعي وأحمد فالصحيح وهو الصريح من نص أحمد أنه إن ساق الهدى فالقران أفضل وإن لم يسقه فالتحلل من إحرامه بعمرة أفضل، فإن الأول هو الذي فعله النبي في حجة الوداع، والثاني هو الذي أمر به من لم يسق الهدى من أصحابه، بل كثير من علماء السنة يوجب المتعة كما يروى عن ابن عباس ما وهو قول أهل الظاهر كابن حزم وغيره لما ذكر من أمر النبي بها أصحابه في حجة الوداع.[35]

### ردود السنة
- رواية البخاري التي يحتج بها المخالفين لأهل السنة: «حدثنا محمد بن بشار، حدثنا غندر، حدثنا شعبة، عن الحكم، عن علي بن حسين، عن مروان بن الحكم، قال شهدت عثمان وعليا ـ رضى الله عنهما ـ وعثمان ينهى عن المتعة وأن يجمع بينهما. فلما رأى علي، أهل بهما لبيك بعمرة وحجة قال ما كنت لأدع سنة النبي لقول أحد.» [36]
- الرغبة في زيادة وكثرة زوار البيت الحرام، والنهي للاستحباب لا للتحريم: كان عثمان يرى كرأي أبي بكر وعمر أن يفرد الحج، ومن أراد أن يعتمر فليعتمر بسفرة أخرى وذلك لكي يكثر الزوار للبيت، ويرون أن النبي ص أمر بفسخ الحج إلى العمرة لسبب، وهو رد اعتقاد أهل الجاهلية أن العمرة في أشهر الحج من أفجر الفجور، وقد زال هذا السبب، وأما علي وابن عباس فيريان أن السنة هي ما أمر به النبي ص، ومنه أن الحق والصواب قد يخفى على بعض كبار أهل العلم، وفيه أن الحق إنما يعرف بالدليل، وفيه أن السنة حاكمة على كل أحد، وإذا كان هذا فيمن عارض السنة يقول أبي بكر وعمر فكيف بمن عارضها بقول غيرهما ممن هو دونها بكثير وإن كان الشيخان أبو بكر وعمر يفتيان ويأمران بالإفراد على سبيل الاستحباب، وينهيان عن المتعة لكن لا على سبيل التحريم بل على خلاف الأولى.
- الرواية التي تأتي مباشرة بعد تلك الرواية في البخاري تفسر أمر اعتقاد أهل الجاهلية وهي عن ابن عباس الذي كان رأيه كرأي علي: " حدثنا موسى بن إسماعيل، حدثنا وهيب، حدثنا ابن طاوس، عن أبيه، عن ابن عباس ـ رضى الله عنهما ـ قال كانوا يرون أن العمرة في أشهر الحج من أفجر الفجور في الأرض، ويجعلون المحرم صفرا ويقولون إذا برأ الدبر، وعفا الأثر، وانسلخ صفر، حلت العمرة لمن اعتمر. قدم النبي وأصحابه صبيحة رابعة مهلين بالحج، فأمرهم أن يجعلوها عمرة فتعاظم ذلك عندهم فقالوا يا رسول الله أي الحل قال " حل كله ".[36]

قصة عمر والنهي عن متعة الحج التي يتحدث عنها المخالفين من الشيعة، وأن عمر لم ترد عنه لفظة التحريم:

- المعصوم الوحيد عند أهل السنة هو الرسول ص:  فلنفترض مثلا أن عمر قال قولا خالفه فيه غيره من الصحابة والتابعين، فأهل السنة متفقون على أن كل واحد من الناس يؤخذ من قوله ويترك إلا رسول الله ص، فإن كان المقصود الطعن أو القدح في أهل السنة مطلقا فهذا الأمر باطل، وإن كان المقصود أن عمر أخطأ في مسألة فأهل السنة لا ينزهون عن الإقرار على الخطأ إلا رسول الله ص.
- متعة الحج لها معاني عديدة:  فإن أريد بالتمتع فسخ الحج إلى المرة، فهذه المسألة نزاع بين الفقهاء، ففقهاء الحديث كأحمد بن حنبل وغيره يأمرون بفسخ الحج إلى العمرة استحبابا، ومنهم من يوجبه كأهل الظاهر وهو قول ابن عباس ومذهب الشيعة وأبو حنيفة ومالك والشافعي لا يجوزون الفسخ، والصحابة كانوا متنازعين في هذا فكثير منهم كان يأمر به، ونقل عن أبي ذر وطائفة أنهم منعوا منه، فإن كان الفسخ صوابا فهو من أقوال أهل السنة وإن كان خطأ فهو من أقوال أهل السنة فلا يخرج الحق عنهم.
- أبوذر ورأيه في متعة الحج : روى مسلم في صحيحه من طريق إبراهيم التيمي عن أبيه عن أبي ذر قال : (كانت المتعة في الحج لأصحاب محمد خاصة) وفي رواية: (لا تصلح المتعتان إلا لنا خاصة، يعني متعة النساء ومتعة الحج)، فإن تم القدح في عمر لكونه نهى عنها فأبوذر كان أعظم نهيا عنها من عمر وكان يقول إن المتعة كانت خاصة بأصحاب رسول الله ص، والشيعة يتولون أباذر ويعظمونه[37] فإن كان الخطأ في هذه المسألة يوجب القدح فينبغي أن يقدحوا في أبي ذر وإلا فكيف يقدح في عمر دونه.
- النهي لم يكن مقصوده التحريم : 
  - إن عمر لم يحرم متعة الحج، بل ثبت أن الضبي بن معبد لما قال لعمر إني أحرمت بالحج والعمرة جميعا فقال له عمر هديت لسنة نبيك رواه النسائي وغيره.[38]
  - وكان عبد الله بن عمر ما يأمرهم بالمتعة فيقولون له أن أباك نهى عنها فيقول إن أبي لم يرد ما تقولون فاذا ألحوا عليه قال أفرسول الله أحق أن تتبعوا أم عمر.
  - وقد ثبت عن عمر أيضا أنه قال لو حججت لتمتعت ولو حججت لتمتعت.[39]
  - وإنما كان مراد عمر أن يأمرهم بما هو الأفضل، وكان الناس لسهولة المتعة تركوا الاعتمار في غير أشهر الحج، فأراد عمر ألا يعرى البيت طول السنة فاذا أفردوا الحج اعتمروا في سائر السنة والاعتمار في غير أشهر الحج مع الحج في أشهر الحج أفضل من المتعة باتفاق الفقهاء الأربعة وغيرهم.
  - وكذلك قال عمر وعلي في قول القرآن: «وأتموا الحج والعمرة لله» قالا إتمامهما أن تحرم بهما من دويرة أهلك [40]، أراد عمر وعلي أن تسافر للحج سفرا وللعمرة سفرا وإلا فهما لم ينشئا الإحرام من دويرة الأهل ولا فعل ذلك رسول الله ص ولا أحد من خلفائه.
  - والإمام إذا اختار لرعيته الأمر الفاضل فالأمر بالشيء نهى عن ضجه فكان نهيه عن المتعة على وجه الاختيار لا على وجه التحريم، وهو لم يقل وأنا أحرمهما كما يقول بعض المخالفين لأهل السنة من الشيعة [41] بل قال أنهى عنهما، ثم كان نهيه عن متعة الحج على وجه الاختيار للأفضل لا على وجه التحريم، وقد قيل إنه نهى عن الفسخ، والفسخ حرام عند كثير من الفقهاء وهو من مسائل الاجتهاد، فالفسخ يحرمه أبو حنيفة ومالك والشافعي، لكن أحمد وغيره من فقهاء الحديث وغيرهم لا يحرمون الفسخ بل يستحبونه بل يوجبه بعضهم ولا يأخذون بقول عمر في هذه المسألة بل بقول علي وعمران بن حصين وابن عباس وابن عمر وغيرهم من الصحابة حصين وابن عباس وابن عمر وغيرهم من الصحابة.[35][بحاجة لمصدر]

## وصلات خارجبة
- الكليني، أصول الكافي، كتاب الحج
- مسلم، كتاب الحج
- البخاري، كتاب الحج
- ابن تيمية، منهاج السنة النبوية